# Vreid
Vreid (nor. - gniew) – norweski zespół muzyczny powstały w 2004. Vreid powstał na gruzach zespołu Windir, który zakończył swą działalność po nagłej śmierci Valfara - założyciela i lidera Windir (zginął w zamieci śnieżnej na skutek hipotermii).
Zespół gra black metal uzupełniony o thrashmetalowe riffy. Tekstowo porusza tematy oscylujące wokół militaryzmu, patriotyzmu, bohaterstwa Norwegów przez pryzmat II wojny światowej, przez co często porównywany jest do estońskiego Loits. Grupę tworzą trzej muzycy z oryginalnego składu Windir oraz gitarzysta Storm, który zastąpił Ese.
Pierwszy album Vreid, Kraft, ukazał się w roku założenia grupy - 2004. Premiera kolejnego, Pitch Black Brigade, miała miejsce 27 marca 2006 dodatkowo do utworu Pitch Black Brigade został zrealizowany teledysk. Rok później ukazał się I Krig. W 2009 roku wydany został album Milorg, którego nazwa i tematyka tekstów nawiązuje do norweskiej organizacji wojskowej Milorg (skrót od Militaer Organisasjonen). Na początku roku 2010 ukazał się singiel Noen Å Hate zawierający utwór o tym samym tytule (cover norweskiej grupy rockowej Raga Rockers) oraz dwa utwory Speak Goddamnit i Svart w wersji koncertowej z koncertowego album DVD Vreid Goddamnit. W lutym 2011 ukazuje się kolejny pełnowymiarowy album studyjny - V. Do utworu The Sound of the River został nakręcony teledysk przez polską Grupę 13, która produkowała teledyski dla Behemoth czy Amon Amarth.

## Dyskografia
- Kraft (2004)
- Pitch Black Brigade (2006)
- I Krig (2007)
- Milorg (2009)
- Noen Å Hate (2010, singel)
- Vreid Goddamnit (2010, DVD)
- The Sound of the River (2011, singel)
- V (2011)
- Welcome Farewell (2013)
- Sólverv (2015)
- Lifehunger (2018)

## Nagrody i wyróżnienia
| Rok  | Kategoria             | Nagroda                | Uwagi     |
| ---- | --------------------- | ---------------------- | --------- |
| 2012 | Metal (Noregs Vaapen) | Spellemannprisen, 2011 | Nominacja |